# Jedno poslijepodne (1957.)
Jedno poslijepodne je hrvatska televizijska drama emitirana 1957. godine u režiji Zvonimira Bajsića. Drama je televizijska adaptacija radio drame Soir iz 1938., francuskog književnika Paula Vialara. U glavnim ulogama pojavili su se Mila Dimitrijević i Viktor Bek. Bajsić je istu dramu prethodno postavio i u radijskoj formi, emitiranoj 12. svibnja 1954. na Radio Zagrebu, s istom glumačkom postavom. Film je premijerno prikazan 20. siječnja 1957. na Televiziji Zagreb.
Drama ima poetski i lirski ton, ispunjena uspomenama i tihom melankolijom propuštenih prilika.

## Radnja
Dvoje osamljenih starijih ljudi, slučajno se susreću nakon mnogo desetljeća na klupi u pariškom Luksemburškom parku. Oboje su tijekom godina nosili uspomenu na davni susret i gajili nadu da će se ponovno sresti. Kada se to konačno dogodi, prisjećaju se prošlosti, svojih sjećanja i osjećaja koje su nosili. Ipak, sada, u trenutku stvarnog susreta, shvaćaju da je vrijeme nepovratno prošlo, da se više ništa ne može promijeniti te se oboje vraćaju svojoj osamljenosti.

## Glumačka postava
- Mila Dimitrijević kao starica
- Viktor Beck kao starac

## Vanjske poveznice
- Jedno poslijepodne u internetskoj bazi filmova IMDb-a